# Chèvre du Poitou
Le Chèvre du Poitou est un fromage du Poitou et des Charentes.

## Chronologie du développement de la production du fromage de chèvre en Charentes et Poitou
- XIXe siècle : les révolutions industrielle et agricole ont mis en place les composantes qui seront les bases du système caprin du Poitou[2].
- 1875 : ravages du phylloxéra en Poitou, reconversion avec un nouvel intérêt pour l’élevage ; le vignoble charentais se convertit dans l’élevage laitier[3].
- 1888 : création de la première beurrerie coopérative par Eugène Bireau à Chaillé. Naissance du mouvement coopératif régional avec l’Association centrale des laiteries coopératives à Surgères en 1893.
- Années 1900 : plein essor de la Société caprine en France. Les bienfaits du lait de chèvre contre la mortalité infantile urbaine sont reconnus. La chèvre est réhabilitée, elle a sa place dans les manuels, la presse et le développement agricole.
- 1906 : Création de la première fromagerie caprine coopérative à Bougon dans les Deux-Sèvres. Le pasteur Enard en est la cheville ouvrière : 200 producteurs en 1909 avec 1 200 chèvres.
- 1918 : La laiterie coopérative de la Mothe-Saint-Héray transforme le lait de chèvre. Dans les années suivantes, cette initiative sera reprise par bien d’autres coopératives laitières.
- 1921 : Épidémie de fièvre aphteuse. Le cheptel caprin est décimé. Importation de chèvres de race alpine.
- 1939 à 1945 : Crise de l’expansion caprine. La collecte des laiteries de la Vienne chute de 30 %.
- 1946 : mise en place d’un contrôle laitier par la laiterie de Bougon. Les débuts d’une sélection des animaux selon leurs performances.
- 1950 à 1980 : les trente glorieuses. La collecte est multipliée par six.
- 1970 à 1980 : délocalisation des bassins traditionnels de production caprine. De grandes régions d’élevage créent des unités caprines (Nord bocager des Deux-Sèvres, Vendée, Sud du Maine-et-Loire, Confolentais, Montmorillonais…).
- 1981 : Première crise de surproduction caprine. Les rançons du progrès.
- 1990 : Premier fromage du Poitou à avoir son A.O.C., le Chabichou du Poitou.
- 1996 à 1997 : premières démarches pour limiter les volumes de lait de chèvre en vue d’éviter une surproduction de lait et de maîtriser les importations.
- 1998 : Début des démarches pour l’accession du chèvre boîte et du Mothais-sur-feuille en A.O.C.

## Formes traditionnelles
Ce sont les fromages de chèvre les plus fréquemment consommés, très majoritairement de type ""lactique". Plusieurs de ces fromages sont protégés par un décret (de décembre 1988, précisé par le décret n°2007-628 du 27 avril 2007), qui définit des formes qui ne peuvent être utilisées que pour des fromages au lait de chèvre : forme pyramidale, crottin, Chabichou, etc.
Bien sûr, on trouvera dans les fromages emblématiques :
- le Chabichou du Poitou AOP
- le Mothais-sur-feuille

Il faut aussi citer :
- le chèvre bûche ou bûchette de forme cylindrique d’un diamètre de 5 à 6 cm et d’une longueur de 12 à 20 cm. Fromage de chèvre d’un poids compris entre 180 et 250 g, à croûte fleurie blanche, il peut être cendré et présenter une paille centrale. Fabriqué en laiterie ou artisanalement, il se consomme après un affinage en hâloir de 2 à 3 semaines et, si la durée d’affinage se prolonge, développe une flaveur caprine plus marquée. Avec près de 40 % des parts de marché du fromage de chèvre, il s’agit du poids lourd des fabrications de fromage de chèvre.
- la pyramide  : la forme, comme le nom l’indique, est celle d’une pyramide tronquée, de 7 à 8 cm de côté et d’environ 7 cm de haut. La couverture sera principalement blanche, mais le fromage peut aussi être cendré avant l’affinage.
- le crottin : il se présente sous la forme d’un petit cylindre aux bords convexes, ou boulette légèrement aplatie, de 3 à 4 cm de hauteur et 5 à 6 cm de diamètre. Son poids varie entre 60 et 90 grammes. La croûte est fine, la coupe lisse et la pâte est ferme devenant cassante au fur et à mesure que l’affinage se prolonge.

À côté de ces célèbres fromages, il existe aussi dans notre région une grande variété de fromages traditionnels, de diffusion plus restreinte certes, mais à découvrir sans réserve, dont :
- Le Couhé–Vérac : Ce fromage fermier et artisanal en forme de carré d’environ 9 cm de côté et de 3 cm d’épaisseur, d’un poids de 250 g est un produit fabriqué dans les environs de Couhé – Vérac, localité située au sud de la Vienne. Sa particularité est qu’il est habillé de feuilles de platanes lui conférant sa texture et son parfum.
- La Pigouille : Ce produit fabriqué dans la région de Marans en Charente-Maritime et sur l’Île d’Oléron est un fromage élaboré au lait de chèvre, de vache ou de brebis. C’est une pâte molle fleurie recouverte d’une peau fine et jaunâtre d’un poids d’environ 200 g. Ce fromage tient son nom de la longue perche utilisée par les habitants du marais poitevin pour diriger leurs embarcations. Ce produit frais en bouche est en voie de disparition.
- Le Trois–Cornes ou Tricorne : un fromage fermier de la région de Chaillé-les-Marais élaboré autrefois au lait de brebis, de nos jours au lait de chèvre et de vache. Ce produit de forme triangulaire d’un poids d’environ 250 g se déguste la plupart du temps frais ou légèrement affiné. Il n’en existe plus guère aujourd’hui.